# Högstorp, Ale kommun
Högstorp är en by som var en av SCB definierad och avgränsad småort i Ale kommun, belägen i Skepplanda socken, där själva ursprungsbebyggelsen med det namnet var en mindre by. Småorten Högstorp låg strax norr om tätorten Älvängen. Vid SCB:s sammanställning 2010 ansågs den ha vuxit samman med tätorten, varför beteckningen småort för bebyggelsen upphörde. Området utgjorde därefter den nordligaste delen av tätorten Älvängen fram till 2015, då även den nordväst om Högstorp liggande småorten Skönningared räknades till tätorten Älvängen.
Lokalt har namnet uttalats Högtorp eller Högter förr i tiden, men i och med att göteborskan tagit över som dialekt uttalas det nu endast Högstorp.